# Санджар, Митхат
Митхат Санджар (род. 1963, Нусайбин) — турецкий специалист в области права, правозащитник, переводчик и левый политик.

## Биография
Родился в 1963 году в Нусайбине. Окончил школу в Диярбакыре, затем Анкарский университет. В 1995 году получил степень доктора философии в области конституционного права. С 1999 года преподаёт в Анкарском университете. Вместе с Танылом Бора перевёл на турецкий язык книгу Юргена Хабермаса «Структурное изменение публичной сферы».
Митхат Санджар принимал участие в создании Фонда по правам человека и института прав человека. С 2007 года вёл колонку в газете «BirGün»
В преддверии всеобщих выборов июня 2015 года Селахаттин Демирташ, лидер Демократической партии народов и один из бывших учеников Санджара, предложил своему учителю баллотироваться в парламент. После некоторых колебаний Санджар решил приостановить свою академическую карьеру, чтобы помочь партии преодолеть над порог в 10 %. Учёный возглавил избирательный список Демократической партии народов в избирательном округе Мардин, где и был избран членом Великого национального собрания Турции. На досрочных выборах в ноябре того же 2015 года Санджар был переизбран.
В ноябре 2015 года Санджар присоединился к коллегам депутатам Гюльсер Йылдырым и Али Аталану, начавшим голодовку в знак протеста против продолжающегося чрезвычайного положения и комендантского часа в пограничном городе Нусайбине, где с 13 ноября под предлогом угрозы со стороны курдских боевиков 70 % окрестностей были отключены от электричества и 30 % от водоснабжения.

### Личная жизнь
Митхат Санджар приходится двоюродным братом биохимику Азизу Санджару.
Митхат Санджар считает своим родным языком арабский, помимо него он владеет курдским, турецким, английским и немецким языками.